# Pelochyta bicolor
Pelochyta bicolor är en fjärilsart som beskrevs av Rothschild 1909. Pelochyta bicolor ingår i släktet Pelochyta och familjen björnspinnare. Inga underarter finns listade i Catalogue of Life.